# 450
Період падіння Західної Римської імперії. У Східній Римській імперії розпочалося правління Пульхерії. У Західній правління Валентиніана III, значна частина території окупована варварами, зокрема в Іберії утворилося Вестготське королівство, а Північну Африку захопили вандали. У Південному Китаї правління династії Лю Сун. В Індії правління імперії Гуптів. У Японії триває період Ямато. У Персії править династія Сассанідів.
На території лісостепової України Черняхівська культура. У Північному Причорномор'ї готи й сармати. Історики VI століття згадують плем'я антів, що мешкало на території сучасної України приблизно з IV сторіччя. З'явилися гуни, підкорили остготів та аланів й приєднали їх до себе.

## Події
Юста Грата Гонорія, старша сестра імператора Валентиніана III послала вождю гунів Аттілі обручку, намагаючись втекти від шлюбу, який нав'язував її брат. Аттіла згодився на одруження, вимагаючи як посаг половину Західної Римської імперії. Він збирає великі сили для вторгнення. На противагу їм військовий магістр Західної Римської імперії Флавій Аецій згуртовує в Галлії військо з бургундів, кельтів, франків та вестготів під командуванням короля вестготів Теодоріха I.
У Константинополі помер, упавши з коня на полюванні, імператор Феодосій II. Владу в імперії взяла у свої руки сестра покійного імператора Пульхерія, формально одружившись із Маркіаном. Непопулярного євнуха Хрисафія стратили або вбили. Виплати данини гунам припинилися.
Приблизно в цей час розпочалося вторгнення саксів, англів та ютів у Британію.
Перський шах Яздегерд II зібрав вірменську знать у Ктесіфоні, намагаючись схилити їх до відходу від християнства.

## Померли
- Галла Плацидія
- Феодосій II